# Dragon Age: Redemption
Dragon Age: Redemption ist ein 2011 veröffentlichte, sechsteilige Webserie, basierend auf dem Computer-Rollenspiel Dragon Age 2 des kanadischen Entwicklerstudios BioWare. Sie wurde von BioWare in Zusammenarbeit mit der Schauspielerin Felicia Day (The Guild) produziert und vom 10. Oktober bis zum 17. November 2011 veröffentlicht. 2012 folgte die Veröffentlichung auf DVD.

## Handlung
Die Handlung spielt in der Umgebung der Stadt Kirkwall, parallel zu den Ereignissen des Computerspiels Dragon Age 2. Hauptfigur ist die Elfin Tallis, die als Meuchelmörderin für die Qunari arbeitet. Sie erhält den Auftrag einen abtrünnigen Qunari-Magier, den Saarebas, einzufangen. Doch auch die Kirche, aus deren Gefängnis der Saarebas fliehen konnte, schickt den Templer Cairn zu seiner Verfolgung aus. Gemeinsam mit dem Elfenheiler Josmael und der Reaver-Söldnerin Nyree verfolgen sie den Qunari-Magier zum Aschenberg, einer Elfenruine, wo er mit Hilfe der Goldenen Maske von Fen'Harel und einem blutmagischen Ritual Dämonen aus der magischen Ebene („Fade“) herbeirufen und Kirkwall zerstören will.

## Produktion
Im Februar 2011 kündigte Spieleentwickler BioWare die Produktion von Dragon Age: Redemption in Zusammenarbeit mit Felicia Day an. Die erste Folge wurde zeitgleich mit der Downloaderweiterung Das Zeichen der Assassinin für Dragon Age 2 veröffentlicht. Die Serie wurde am 14. Februar 2012 als DVD im englischsprachigen Raum veröffentlicht.

## Rezeption
“That said, this six-part web series will probably only appeal to hardcore fantasy lovers and fans of the popular EA game, specifically Mark of the Assassin. For lovers of this fantasy epic, Dragon Age: Redemption is probably going to be a fun little treat, punctuated by Felicia Day's inherent cuteness.”

„Diese sechsteilige Webserie wird vermutlich nur Hardcore-Fantasyliebhaber und Fans des populären EA-Computerspiels, insbesondere von Das Zeichen der Assassinin, ansprechen. Für Liebhaber dieses Fantasy-Epos' dürfte Dragon Age: Redemption vermutlich ein kleiner unterhaltsamer Leckerbissen sein, gekrönt durch Felicia Days natürliche Niedlichkeit.“

## Folgen
| Nr. | Deutscher Titel | Originaltitel | Erstausstrahlung YouTube | Deutschsprachige Erstausstrahlung () | Regie         | Drehbuch    |
| --- | --------------- | ------------- | ------------------------ | ------------------------------------ | ------------- | ----------- |
| 1   | –               | Tallis        | 10. Okt. 2011            | –                                    | Peter Winther | Felicia Day |
| 2   | –               | Cairn         | 17. Okt. 2011            | –                                    | Peter Winther | Felicia Day |
| 3   | –               | Josmael       | 24. Okt. 2011            | –                                    | Peter Winther | Felicia Day |
| 4   | –               | Nyree         | 31. Okt. 2011            | –                                    | Peter Winther | Felicia Day |
| 5   | –               | Mercenaries   | 7. Nov. 2011             | –                                    | Peter Winther | Felicia Day |
| 6   | –               | Saarebas      | 14. Nov. 2011            | –                                    | Peter Winther | Felicia Day |